# SOSUS

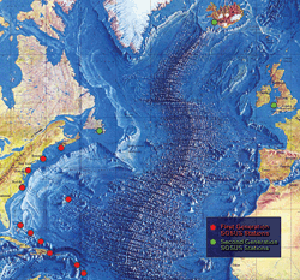
제1 SOSUS 스테이션들

SOSUS 또는 수중 음향 감시 체계(Sound Surveillance System)는 미국 해군이 소련 해군의 잠수정을 추적하기 위해 개발한 수동 소나 시스템이다.

## 역사
SOSUS의 역사는 1949년 미국 해군이 대잠수함작전을 연구하기 위해 미국 과학 아카데미 소속으로 1946년 창설된 해저전투위원회(Committee for Undersea Warfare)에 접근한 1949년 시작되었다. 그 결과 해군은 프로젝트 하트웰(Project Hartwell)으로 할당된 스터디 그룹을 설립하였다.

## 같이 보기
- 소파 채널